# Betta spilotogena
Betta spilotogena é uma espécie de peixe da família Belontiidae.
É endémica da Indonésia.